# Дикастес
Дикастес (грец. δικαστής, pl. δικασταί) — юридична посада в Стародавній Греції, що була, в широкому сенсі, посадою судді або присяжного, але більш конкретно позначала античну посадову особу демократичного періоду, яка разом зі своїми колегами була конституційно уповноважена виносити вироки з усіх питань, які закони та звичаї своєї країни вважали такими, що вимагають судового розслідування.

## Процес відбору
В умовах, що з маси приватних громадян вибирається безліч осіб, які тимчасово асоціюються як представники всього народу, і які виносять рішення між окремими його членами, таких що делегати дають присягу, про чесноти та сумління при виконанні покладених на них обов'язків, є деяка подібність між конституцією атичного дикастеріону (суду) та англійського чи американського суду присяжних, але майже у всіх інших відносинах відмінності між ними значні. В Афінах умови призначення полягали в тому, що дикаст повинен бути вільним громадянином, який має повне право голосу (ἐπιτιμία), і не молодше тридцяти років, і з осіб, які мають таку кваліфікацію, шість тисяч вибиралися за жеребом для служби протягом кожного року. Про точний спосіб їх призначення наші відомості трохи туманні, але ми можемо припустити, що відбір відбувався щороку під керівництвом дев'яти архонтів та їхнього офіційного переписувача; що кожен із цих десяти архонтів вибирав за жеребом імена шестисот осіб із племені, або філи, призначеного йому; що все число відібраних таким чином було знову розділено по жеребу на десять секцій по 500 осіб у кожній разом з додатковою секцією, що складається з тисячі осіб, з яких іноді могли бути заповнені недорахунки в секціях по 500 осіб.
Кожною з десяти секцій як відмітний знак присвоювалася одна з десяти перших букв алфавіту, а як свідчення про призначення кожному дикасту вручалася невелика табличка під назвою пінакіон (πινάκιον), на якій видряпано буква секції та ім'я людини. Три бронзові пластини, знайдені у Піреї та описані Едвардом Додвеллом у його "Подорожах", імовірно служили цій меті. Написи на пластинах складаються з наступних літер: Δ. ΔΙΟΔΩΡΟΣ ΦΡΕΑ, Ε. ΔΕΙΝΙΑΣ ΑΛΑΙΕΥΣ, та Β. ΑΝΤΙΧΑΡΜΟΣ ΛΑΜΠ, а також зображення сови, голови Горгони та інші символи атичного народу. Тисяча надстроковиків, мабуть, мали якісь інші знаки, але про це ми не маємо вірогідних відомостей.

### Присяга
Перш ніж розпочати виконання своїх обов'язків, дикаст повинен був скласти офіційну присягу, яка в ранні часи приносилася в містечку Ардеттус, недалеко від Афін, на березі Іліссоса, а в пізніше - в якомусь іншому місці, про яке нічого не відомо. За часів Демосфена присяга затверджувала кваліфікацію дикасту та його урочисте зобов'язання чесно та непідкупно виконувати свої обов'язки в цілому, а також у деяких певних випадках, що стосувалися призначення магістратів, питання чималою мірою підконтрольне дикасту, оскільки мало хто міг вступити на посаду без того, щоб його обрання не було подано до суду для затвердження або докімасії; Крім того, у ньому містилася спільна обіцянка підтримувати чинну конституцію, що дикаст, звичайно, мав можливість зробити, коли перед ним поставали особи, звинувачені у спробі її підриву.

### Розверстка
Після складання цієї присяги та проведення вищезгаданого поділу залишалося призначити суди на кілька ділянок дикастів, у яких вони мали засідати. Це не було, як у першому випадку, призначенням, яке мало тривати протягом року, але відбувалося під керівництвом тесмотетаїв, de novo, щоразу, коли треба було призначити певну кількість дикастів. У звичайних випадках, коли одна, дві або більше секцій із 500 осіб складали склад суддів, призначених для розгляду конкретної справи, процес був надзвичайно простим. Виготовлялися дві скриньки або скриньки (κληρωτήρια), в одній з яких знаходилися квитки з відмітними літерами секцій, а в іншій - аналогічні квитки, що вказували на суди, в яких мали відбуватися засідання. Якщо справа мала розглядатися однією секцією, то з кожної урни одночасно витягувався квиток, і результат оголошувався, наприклад, що секція повинна була засідати в суді F; якщо була потрібна тисяча дикастів, то дві таблетки аналогічним чином витягувалися з урни, що представляла секції, а одна витягувалася з іншої, як зазначено вище, і оголошувалося, що секції А і повинні були засідати в суді F, і т.п. Складніша система повинна була бути прийнята, коли дробові частини секції засідали самі по собі або додавалися до інших цілих секцій: Але що це могло бути, ми можемо тільки припускати, і очевидно, якийсь інший процес відбору повинен був переважати у всіх випадках, коли були потрібні судді особливої кваліфікації; як, наприклад, у суді над порушниками обрядів, коли до суддівства допускалися лише посвячені; і в суді над військовими злочинцями, яких залишали на суд тільки тих, чиїми товаришами вони були або повинні були бути в той час, коли злочин був скоєний.
Очевидно, що розподіл дикастів по судах на день відбувався таким чином, на ринковій площі, і що він проводився завжди, крім одного, тесмотетами; у цьому випадку, коли магістрати та посадові особи давали звіт про свою поведінку після закінчення терміну повноважень і захищалися від усіх звинувачень у корупції або неналежній поведінці (або euthyne), як посадові особи виступали логісти. Щойно відбувався розподіл, кожен дикаст отримував палицю, на якій були накреслені буква та колір присудженого йому суду, що могло служити як квитком для входу, так і відрізняти його від будь-якого нероби, який міг спробувати зайняти місце після початку роботи.

## Оплата
Дикасти отримували плату за факт відвідування роботи (τικαστικόν або μίσθος δικαστικός). Ця оплата, як кажуть, була вперше заснована Періклом, і як правило, припущення ґрунтується на словах Арістофана, що в одному із творів змушує персонажа Стрепсіади сказати, мовляв, свій перший обол він отримав як дикаст, за що придбав іграшку для свого сина. Згідно з "Схолії про Арістофана", оплата згодом була збільшена до двох оболів, але це, здається, є лише помилковим висновком з приводу його автора. Три оболи або триоболон (τριώβολον) з'являються ще в 425 р. до р.х. в комедіях Арістофана, а потім згадується часто. Німецький класицист Філіп Август Бьок зробив висновок з цих уривків, що триобол був введений Клеоном близько 421 р. до р.х., але ця думка є спірною, зрештою деякі вчені вважають, що плата трьох обол за дикастеса існувала до того часу.
Проте, хай там як, одне безсумнівно: плата дикастесів була однаковою в усі часи, хоча малоймовірно, щоб коли-небудь становила два обола. Плата провадилася після кожного збору суду геліастів колакретами в такий спосіб.  Після того, як громадянин за жеребом призначався суддею того чи іншого суду, він отримував при вході до суду разом з палицею (βακτήρια або ῥάβδος) табличку або квиток (σύμβολον). Після закінчення судових справ дикаст, виходячи, віддавав свій квиток пританею і отримував натомість свою плату. Ті, хто прибував надто пізно, або не мали права на триоболон. Річна сума цих зборів, за підрахунками Арістофана, становила 150 талантів, сума дуже велика і, можливо, може бути віднесена тільки до квітучих часів Афін.